# Тот, Габор
Габор Тот (венг. Tóth Gábor, род. 29 ноября 1964, Будапешт) — венгерский борец вольного стиля, призёр чемпионатов мира и Европы.

## Биография
Родился в 1964 году в Будапеште. В 1984 году занял 7-е место на чемпионате Европы. В 1985 году занял 6-е место на чемпионате мира. В 1986 году стал серебряным призёром чемпионата Европы, и вновь занял 6-е место на чемпионате мира. В 1987 году занял 8-е место на чемпионате мира. В 1988 году стал бронзовым призёром чемпионата Европы, а также принял участие в Олимпийских играх в Сеуле, где стал 4-м. В 1989 году стал бронзовым призёром чемпионата мира, а на чемпионате Европы занял 4-е место. В 1990, 1991 и 1992 годах становился серебряным призёром чемпионата Европы. В 1992 году принял участие в Олимпийских играх в Барселоне, но наград не завоевал. В 1994 году занял 5-е место на чемпионате Европы.